# Petre Capusta
Petre Capusta (Sarichioi, Tulcea, 14 de junho de 1957) é um ex-canoísta romeno especialista em provas de velocidade.

## Carreira
Foi vencedor da medalha de prata em C-2 500 m em Moscovo 1980, junto com o seu colega de equipa Ivan Patzaichin.